# Liste von US-amerikanischen Märchenfilmen
Diese Liste von US-amerikanischen Märchenfilmen listet Märchenfilme nach Jahr. Sie gehört demnach zur Liste von Märchenfilmen und ist dort ausgegliedert. Ausgangspunkt für die Angabe von Filmtitel, Originaltitel, Premierenjahr und Regisseur der einzelnen Märchenfilme sind in der Regel die Internet Movie Database und das Lexikon des internationalen Films. Da sich auch bei diesen Filmdatenbanken sowie Filmlexika die Angaben beispielsweise über das Entstehungsjahr um ein bis zwei Jahre widersprechen können, ist es sinnvoll, jeden Film in der Listung eindeutig zu charakterisieren durch Titel, Jahr und Regisseur. Bei widersprüchlichen Angaben sollten – soweit zugänglich – die Angaben des Filmabspanns in Originalsprache herangezogen werden.

## Shirley Temple’s Storybook (USA, 1958–1961)
Shirley Temple’s Storybook: Staffel 1 mit 16 Episoden und Staffel 2 mit 25 Episoden – darunter 14 Märchen:
- 1958: Beauty and the Beast – Vorlage: Jeanne-Marie Leprince de Beaumont
- 1958: Rumpelstilzchen – Vorlage: Brüder Grimm
- 1958: Die Nachtigall – Vorlage: Hans Christian Andersen
- 1958: Dick Wittington und seine Katze
- 1958: Rip Van Winkle – Vorlage: Washington Irving
- 1958: Dornröschen – Vorlage: Brüder Grimm
- 1958: Der Knochen vom Zauberfisch – Vorlage: Charles Dickens
- 1958: Die wilden Schwäne – Vorlage: Hans Christian Andersen
- 1958: Rapunzel – Vorlage: Brüder Grimm
- 1958: Ali Baba und die vierzig Räuber – Vorlage: Tausendundeine Nacht
- 1958: Des Kaisers neue Kleider – Vorlage: Hans Christian Andersen
- 1960: Das Land Oz – Vorlage: Lyman Frank Baum
- 1960: Die kleine Meerjungfrau – Vorlage: Die kleine Meerjungfrau von Hans Christian Andersen
- 1961: Die Prinzessin der Gobelins

## Shelley Duvalls Faerie Tale Theater (USA 1982–1987)
Faerie Tale Theater: 27 Märchenfilme in sechs Staffeln, GB und USA 1982–1987, moderiert von Shelley Duvall – in Deutschland erschienen die Titel unter Große Märchen mit großen Stars:
- 1982: Der Froschkönig (Faerie Tale Theatre – The Tale of the Frog Prince) – Regie: Eric Idle, Vorlage: Brüder Grimm
- 1982: Rumpelstilzchen (Faerie Tale Theatre Rumpelstiltskin) – Regie: Emile Ardolino, Vorlage: Brüder Grimm
- 1983: Rapunzel (Faerie Tale Theatre – Rapunzel) – Regie: Gilbert Cates, Vorlage: Brüder Grimm
- 1983: Die Nachtigall (Faerie Tale Theatre – The Nightingale) – Regie: Ivan Passer, Vorlage: Hans Christian Andersen
- 1983: Dornröschen (Faerie Tale Theatre – Sleeping Beauty) – Regie: Jeremy Kagan, Vorlage: Brüder Grimm
- 1983: Hans und die Wunderbohnen (Faerie Tale Theatre – Jack and the Beanstalk) – Regie: Lamont Johnson, Vorlage: Joseph Jacobs
- 1983: Das kleine Rotkäppchen (Faerie Tale Theatre – Little Red Riding Hood) – Regie: Graeme Clifford, Vorlage: Brüder Grimm
- 1983: Hänsel und Gretel (Faerie Tale Theatre – Hansel and Gretel) – Regie: Patricia Resnick, Vorlage: Brüder Grimm
- 1984: Goldlöckchen und die drei Bären (Faerie Tale Theatre – Goldilocks and the three Bears) – Regie: Gilbert Cates, Vorlage: Robert Southey
- 1984: Die Prinzessin auf der Erbse (Faerie Tale Theatre – The Princess and the Pea) – Regie: Tony Bill, Vorlage: Hans Christian Andersen
- 1984: Pinocchio (Faerie Tale Theatre – Pinocchio) – Regie: Peter Medak, Vorlage: Carlo Collodi
- 1984: Däumelinchen (Faerie Tale Theatre – Thumbelina) – Regie: Michael Lindsay-Hogg, Vorlage: Hans Christian Andersen
- 1984: Schneewittchen und die sieben Zwerge (Faerie Tale Theatre – Snow White and the seven dwarfs) – Regie: Peter Medak, Vorlage: Brüder Grimm
- 1984: Die Schöne und das Biest (Faerie Tale Theatre – Beauty and the Beast) – Regie: Tim Burton, Vorlage: Jeanne-Marie Leprince de Beaumont
- 1984: Von einem der auszog, das Fürchten zu lernen (Faerie Tale Theatre – The Boy Who Left Home to Find Out About the Shivers) – Regie: Graeme Clifford, Vorlage: Brüder Grimm
- 1985: Die drei kleinen Schweinchen (Faerie Tale Theatre – The Three Little Pigs) – Regie: Howard Storm, Vorlage: Joseph Jacobs
- 1985: Die Schneekönigin (Faerie Tale Theatre – The Snow Queen) – Regie: Peter Medak, Vorlage: Hans Christian Andersen
- 1985: Der Rattenfänger von Hameln (Faerie Tale Theatre – The Pied Piper of Hamelin) – Regie: Nicholas Meyer, Vorlage: Brüder Grimm
- 1985: Aschenputtel (Faerie Tale Theatre – Cinderella) – Regie: Mark Cullingham, Vorlage: Brüder Grimm
- 1985: Der gestiefelte Kater (Faerie Tale Theatre – Puss in Boots) – Regie: Robert Iscove, Vorlage: Brüder Grimm
- 1985: Des Kaisers neue Kleider (Faerie Tale Theatre – The Emperor’s New Clothes) – Regie: Peter Medak, Vorlage: Hans Christian Andersen
- 1986: Aladdin und seine Wunderlampe (Faerie Tale Theatre – Aladdin and His Wonderful Lamp) – Regie: Tim Burton
- 1986: Die Prinzessin, die niemals lachte (Faerie Tale Theatre – The Princess Who Had Never Laughed) – Regie: Mark Cullingham
- 1987: Rip van Winkle (Faerie Tale Theatre – Rip Van Winkle) – Regie: Francis Ford Coppola, Vorlage: Washington Irving
- 1987: Die kleine Meerjungfrau (Faerie Tale Theatre – The Little Mermaid) – Regie: Robert Iscove, Vorlage: Hans Christian Andersen
- 1987: Die tanzenden Prinzessinnen (Faerie Tale Theatre – The Dancing Princesses) – Regie: Peter Medak, Vorlage: Brüder Grimm

### Cannon Movie Tales: Märchenmusical, USA und Israel, 1986–1989
- 1987: Schneewittchen (Snow White/Schigia) – Regie: Michael Berz, Vorlage: Brüder Grimm
- 1987: Hänsel und Gretel (Hansel and Gretel) – Regie: Len Talan, Vorlage: Brüder Grimm
- 1987: Rumpelstilzchen (Rumpelstiltskin) – Regie: David Irving, Vorlage: Brüder Grimm
- 1987: Dornröschen (Sleeping Beauty) – Regie: David Irving, Vorlage: Brüder Grimm
- 1987: Des Kaisers neue Kleider (The Emperor’s New Clothes) – Regie: David Irving, Vorlage: Hans Christian Andersen
- 1987: Die Schöne und das Biest (Beauty and the Beast) – Regie: Eugene Marner, Vorlage: Jeanne-Marie Leprince de Beaumont
- 1988: Der Froschkönig (The Frog Prince) – Regie: Jackson Hunsicker, Vorlage: Brüder Grimm
- 1988: Der gestiefelte Kater (Puss in Boots) – Regie: Eugene Marner, Vorlage: Brüder Grimm
- 1989: Rotkäppchen (Red Riding Hood) – Regie: Adam Brooks, Vorlage: Brüder Grimm

## Stummfilme
- 1902: Jack and the Beanstalk – Regie: George S. Fleming, Edwin S. Porter[1]
- 1910: Alice in Wonderland (Alice’s Adventures in Wonderland) – Regie: Edwin S. Porter, Vorlage: Lewis Carroll
- 1912: Undine – Regie: Lucius Henderson, Vorlage: Friedrich de La Motte[2]
- 1914: Cinderella – Regie: James Kirkwood, Vorlage: Charles Perrault[3]
- 1915: Alice im Wunderland (Alice in Wonderland) – Regie: W.W. Young, Vorlage: Lewis Carroll
- 1916: Undine – Regie: Henry Otto, Vorlage: Friedrich de La Motte[4]
- 1916: Schneewitchen (Snow White) – Regie: J. Searle Dawley, Vorlage: Brüder Grimm[5]
- 1924: Peter Pan, der Traumelf (Peter Pan) – Regie: Herbert Brenon, Vorlage: J.M. Barrie[6]
- 1925: A Kiss for Cinderella – Regie: Herbert Brenon, Vorlage: J.M. Barrie[7]

## Weitere US-amerikanische Märchenfilme
- 1931: Alice in Wonderland – Regie: Bud Pollard, Vorlage: Lewis Carroll
- 1933: Alice im Wunderland – Regie: Norman Z. McLeod, Vorlage: Lewis Carroll
- 1934: Babes in Toyland, Böse Buben im Wunderland (Babes in Toyland) – Regie: Gus Meins, Charley Rogers[8]
- 1938: Blaubarts achte Frau (Bluebeard’s Eighth Wife) – Regie: Ernst Lubitsch
- 1939: Der Zauberer von Oz (The Wizard of Oz) – Regie: Victor Fleming, Vorlage: Lyman Frank Baum
- 1940: The Blue Bird – Regie: Walter Lang, Vorlage: L’Oiseau bleu von Maurice Maeterlinck
- 1942: Arabische Nächte (Arabian Nights) – Regie: John Rawlins, Vorlage: Tausendundeine Nacht
- 1944: Ali Baba und die vierzig Räuber (Ali Baba and the Forty Thieves) – Regie: Arthur Lubin, Vorlage: Tausendundeine Nacht
- 1945: 1001 Nacht (A Thousand and One Nights) – Regie: Alfred E. Green, Vorlage: Tausendundeine Nacht
- 1949: Die Prinzessin der Wüste (DDR) / Die schwarzen Teufel von Bagdad (BRD) (Bagdad) – Regie: Charles Lamont, Vorlage: Tausendundeine Nacht[9]
- 1950: Der Wüstenfalke (The Desert Hawk) – Regie: Frederick De Cordova, Vorlage: Tausendundeine Nacht[10]
- 1951: Die Diebe von Marschan (Prince Who Was a Thief) – Regie: Rudolph Maté[11]
- 1952: Der Sohn von Ali Baba (Son of Ali Baba) – Regie: Kurt Neumann, Vorlage: Tausendundeine Nacht
- 1952: Hans und die Bohnenstange (Jack and the Beanstalk) – Regie: Jean Yarbrough[12]
- 1952: Hans Christian Andersen und die Tänzerin (Hans Christian Andersen) – Regie: Charles Vidor[13]
- 1952: Abu Andar, Held von Damaskus (Thief of Damascus) – Regie: Will Jason, Vorlage: Tausendundeine Nacht
- 1953: Das goldene Schwert (The Golden Blade) – Regie: Nathan Juran, Vorlage: Tausendundeine Nacht
- 1953: Zaubernächte des Orients (Siren of Bagdad) – Regie: Richard Quine, Vorlage: Tausendundeine Nacht[14]
- 1953: Der Prinz von Bagdad (The Veils of Bagdad) – Regie: George Sherman, Vorlage: Tausendundeine Nacht[15]
- 1954: Die Tochter des Kalifen (The Adventures of Hajji Baba) – Regie: Don Weis, Vorlage: Tausendundeine Nacht[16]
- 1955: Kismet (Approved) – Regie: Vincente Minnelli, Stanley Donen, Vorlage: Tausendundeine Nacht[17]
- 1955: Der gläserne Pantoffel (The Glass Slipper) – Regie: Charles Walters[18]
- 1955: Peter Pan – Regie: Clark Jones, Vorlage: J.M. Barrie[19]
- 1955: Alice in Wonderland – Regie: George Schaefer
- 1955: Sindbads Sohn (Son of Sinbad) – Regie: Ted Tetzlaff, Vorlage: Tausendundeine Nacht
- 1957: Cinderella / Rodgers and Hammerstein's Cinderella – Regie: Ralph Nelson[20]
- 1957: Der Rattenfänger von Hameln (The Pied Piper of Hamelin) – Regie: Bretaigne Windust[21]
- 1958: Der kleine Däumling (Tom Thumb) – Regie: George Pal, Vorlage: Charles Perrault
- 1960: Aschenblödel (Cinderfella) – Regie: Frank Tashlin, Vorlage: Charles Perrault
- 1960: The Wizard of Baghdad – Regie: George Sherman, Vorlage: Tausendundeine Nacht[22]
- 1961: Schneewittchen & The Three Stooges (Snow White and the Three Stooges) – Regie: Walter Lang
- 1962: Die Schönheit und das Ungeheuer (Beauty and the Beast) – Regie: Edward L. Cahn[23]
- 1962: Der Herrscher von Cornwall – Regie: Nathan Juran, Vorlage: Jack der Riesentöter
- 1963: Kapitän Sindbad – Regie: Byron Haskin, Vorlage: Tausendundeine Nacht
- 1964: Der Nussknacker (The Nutcracker) – Regie: Heinz Liesendahl, Vorlage: E. T. A. Hoffmann[24]
- 1964: Sinderella and the Golden Bra – Regie: Loel Minardi[25]
- 1965: Das Schwert des Ali Baba (The Sword of Ali Baba) – Regie: Virgil W. Vogel[26]
- 1965: Cinderella / Rodgers & Hammerstein's Cinderella – Regie: Charles S. Dubin, Vorlage: Charles Perrault[27]
- 1966: The Daydreamer – Regie: Jules Bass, Vorlage: Hans Christian Andersen[28]
- 1966: Alice hinter den Spiegeln (Alice Through the Looking Glass) – Regie: Alan Handley
- 1967: Jack und die Wunderbohnen (Jack and the Beanstalk) – Regie: Gene Kelly[29]
- 1969: Hey, Cinderella! (Hey Cinderella!) – Regie: Jim Henson, Vorlage: Charles Perrault[30]
- 1971: Der Froschprinz (Tales from Muppetland: The Frog Prince) – Regie: Jim Henson, Vorlage: Brüder Grimm[31][32]
- 1972: Die Bremer Stadtmusikanten (Tales from Muppetland: The Muppet Musicians of Bremen) – Regie: Jim Henson, Vorlage: Brüder Grimm[33][34]
- 1972: Once Upon a Mattress – Ron Field, Dave Powers, Vorlage: Prinzessin auf der Erbse[35]
- 1973: Sindbads gefährliche Abenteuer – Regie: Gordon Hessler, Vorlage: Tausendundeine Nacht
- 1974: Der kleine Prinz (The Little Prince) – Regie: Stanley Donen
- 1976: Der blaue Vogel (The Blue Bird) – Regie: George Cukor, Vorlage: L’Oiseau bleu von Maurice Maeterlinck
- 1976: Die Schöne und das Biest (Beauty and the Beast) – Regie: Fielder Cook, Vorlage: Jeanne-Marie Leprince de Beaumont
- 1976: Peter Pan – Regie: Dwight Hemion, Vorlage: J.M. Barrie[36]
- 1976: Beauty and the Beast – Regie: Fielder Cook, Vorlage: Jeanne-Marie Leprince de Beaumont[37]
- 1977: Once Upon a Brothers Grimm – Regie: Norman Campbell[38]
- 1977: Sindbad und das Auge des Tigers – Regie: Sam Wanamaker, Vorlage: Tausendundeine Nacht
- 1978: The Wiz – Das zauberhafte Land (The Wiz) – Regie: Sidney Lumet
- 1978: Cinderella in Harlem (Cindy) – Regie: William A. Graham, Vorlage: Aschenputtel[39]
- 1978: Fairy Tales – Regie: Harry Hurwitz[40]
- 1979: Ein Himmelhund von einem Schnüffler (Oh! Heavenly Dog) – Regie: Joe Camp[41]
- 1982: Alice at the Palace – Regie: Emile Ardolino
- 1983: Hansel and Gretel – Regie: Tim Burton, Vorlage: Hänsel und Gretel[42]
- 1984: Oh Gott! Du Teufel (Oh, God! You Devil) – Regie: Paul Bogart[43]
- 1985: Alice im Wunderland (Alice in Wonderland) – Regie: Harry Harris
- 1986: Der Nussknacker (Nutcracker) – Regie: Carroll Ballard, Vorlage: E. T. A. Hoffmann
- 1986: Die Reise ins Labyrinth (Labyrinth) – Regie: Jim Henson[44]
- 1987: Hüter des Drachens (White Dragon) – Regie: Jerzy Domaradzki, Janusz Morgenstern[45][46]
- 1987: Die Braut des Prinzen (The Princess Bride) – Regie: Rob Reiner
- 1987: Das Mädchen mit den Wunderhölzern (The Little Match Girl) – Regie: Michael Lindsay-Hogg
- 1990: Ein Wunsch geht in Erfüllung – Regie: George Miller[47]
- 1990: Hexen hexen – Regie: Nicolas Roeg[48]
- 1990: Ashpet: An American Cinderella – Regie: Tom Davenport[49]
- 1990: Magic Woman (If the Shoe Fits) – Regie: Tom Clegg[50]
- 1992: Aladdin – Regie: John Musker und Ron Clements
- 1993: Der Nussknacker (The Nutcracker) – Regie: Emile Ardolino[51]
- 1994: Der kleine Gigant (Beanstalk) – Regie: Michael Davis, Vorlage: Hans und die Bohnenranke[52]
- 1994: Der gute König / König Wenceslas (Good King Wenceslas) – Regie: Michael Tuchner[53]
- 1994: Little Princess – Die kleine Prinzessin (A Little Princess) – Regie: Alfonso Cuarón[54]
- 1994: Drachenwelt / Dragonworld – Der letzte Drache (Dragonworld) – Regie: Ted Nicolaou[55]
- 1994: Das Geheimnis des Seehundbabys (The Secret of Roan Inish) – Regie: John Sayles[56]
- 1995: Der Prinz und der Prügelknabe (The Whipping Boy) – Regie: Syd Macartney
- 1995: Goldilocks and the Three Bears – Regie: Brent Loefke[57]
- 1995: Die Kobolde sind los (Leapin' Leprechauns!) – Regie: Ted Nicolaou[58][59]
- 1996: Die Eisprinzessin – Regie: Danny Huston[60]
- 1996: Gullivers Reisen (Gulliver’s Travels) – Regie: Charles Sturridge
- 1996: Ritter der Zeit (To the Ends of Time) – Regie: Markus Rothkranz[61][62]
- 1996: Die Legende von Pinocchio (The Adventures of Pinocchio) – Regie: Steve Barron, Vorlage: Pinocchio von Carlo Collodi
- 1996: Aladdin und der König der Diebe – Regie: Tad Stones, Vorlage: Ali Baba und die vierzig Räuber
- 1997: Schneewittchen (Snow White: A Tale of Terror) – Regie: Michael Cohn
- 1997: Cinderella – Regie: Robert Iscove
- 1997: Aladdin und der Wunderknabe – Regie: Robert L. Levy, Vorlage: Tausendundeine Nacht[63][64]
- 1998: Auf immer und ewig (Ever After: A Cinderella Story) – Regie: Andy Tennant
- 1999: Alice im Wunderland (Alice in Wonderland) – Regie: Nick Willing
- 1998: Sindbad – Die Schlacht der Schwarzen Ritter (Sinbad: The Battle of the Dark Knights) – Regie: Alan Mehrez, Vorlage: Tausendundeine Nacht[65]
- 1998: Shandar – Das Geheimnis der verborgenen Stadt (he Shrunken City) – Regie: Ted Nicolaou[66][67]
- 1999: Alice Underground – Regie: Robert E. Lee[68]
- 1999: Kampf der Kobolde (Leprechauns) – Regie: John Henderson[69]
- 1999: Dragonworld – Der letzte Drache (Dragonworld: The Legend ContinuesI) – Regie: Ted Nicolaou[70][71]
- 1999: Simon und die Wunderlampe (The Incredible Genie) – Regie: Alexander Cassini, Vorlage: Tausendundeine Nacht[72][73]
- 2000: Arabian Nights – Abenteuer aus 1001 Nacht (Arabian Nights) – Regie: Steve Barron, Vorlage: Tausendundeine Nacht
- 2000: Das zehnte Königreich (The 10th Kingdom) – Regie: David Carson, Herbert Wise, Vorlage: Brüder Grimm
- 2000: Peter Pan – Regie: Glenn Casale, Gary Halvorson, Vorlage: J.M. Barrie[74]
- 2000: Geppetto, der Spielzeugmacher (Geppetto) – Regie: Tom Moore, Vorlage: Pinocchio von Carlo Collodi[75][76]
- 2001: Snow White, Schneewittchen – Die Schönste im ganzen Land – Regie: Caroline Thompson[77]
- 2001: Ritter aus Leidenschaft (A Knight’s Tale) – Regie: Brian Helgeland, Vorlage: Motive aus den Canterbury Tales von Geoffrey Chaucer
- 2001: Ein Kuss mit Folgen (Prince Charming) – Regie: Allan Arkush[78]
- 2001: Jagd auf den Schatz der Riesen (Jack and the Beanstalk: The Real Story) – Regie: Brian Henson, Vorlage: Hans und die Bohnenranke
- 2001: Claire – Milford Thomas, Vorlage: Japanisches Volksmärchen[79]
- 2001: Winston, der Internetgeist (I Downloaded a Ghost) – Regie: Kelly Sandefur[80]
- 2002: Die Schneekönigin (Snow Queen) – Regie: David Wu, Vorlage: Hans Christian Andersen
- 2003: Peter Pan – Regie: P.J. Hogan, Vorlage: J.M. Barrie
- 2003: Northfork – Regie: Michael Polish
- 2003: Hans Christian Andersen: My Life as a Fairy Tale – Regie: Philip Saville[81]
- 2003: Big Fish – Der Zauber, der ein Leben zur Legende macht – Regie: Tim Burton[82]
- 2004: Cinderella Story (A Cinderella Story) – Regie: Mark Rosman[83]
- 2004: Ella – Verflixt & zauberhaft (Ella Enchanted) – Regie: Tommy O’Haver
- 2004: Alice’s Misadventures in Wonderland – Regie: Robert Rugan[84]
- 2005: Einsatz auf vier Pfoten – Ein Weihnachtsmärchen (The 12 Dogs of Christmas) – Regie: Kieth Merrill[85][86]
- 2005: Es war einmal … Die Prinzessin auf der Erbse (Once Upon a Mattress) – Regie: Kathleen Marshall, Vorlage: Hans Christian Andersen
- 2005: Brothers Grimm (The Brothers Grimm) – Regie: Terry Gilliam, Vorlage: Brüder Grimm
- 2006: Red Riding Hood – Rotkäppchen kehrt zurück (Red Riding Hood) – Regie: Randal Kleiser, Vorlage: Brüder Grimm[87]
- 2006: Penelope – Regie: Mark Palansky
- 2006: Das Mädchen aus dem Wasser (Lady in the Water) – Regie: M. Night Shyamalan
- 2007: Mr. Magoriums Wunderladen (Mr. Magorium’s Wonder Emporium) – Regie: Zach Helm[88][89]
- 2007: Verwünscht (Enchanted) – Regie: Kevin Lima
- 2007: Tin Man – Kampf um den Smaragd des Lichts (Tin Man) – Regie: Nick Willing
- 2007: Der Sternwanderer (Stardust) – Regie: Matthew Vaughn[90]
- 2008: Another Cinderella Story – Regie: Damon Santostefano
- 2008: Das Geheimnis der Mondprinzessin (The Secret of Moonacre) – Regie: Gabor Csupo
- 2009: Jack im Reich der Riesen (Jack and the Beanstalk) – Regie: Gary J. Tunnicliffe, Vorlage: Joseph Jacobs und Brüder Grimm
- 2010: Alice im Wunderland (Alice in Wonderland) – Regie: Tim Burton
- 2011: Die Hexen von Oz (The Witches of Oz) – Regie: Leigh Scott
- 2011: Red Riding Hood – Unter dem Wolfsmond (Red Riding Hood) – Regie: Catherine Hardwicke, Vorlage: David Leslie Johnson und Rotkäppchen von den Brüdern Grimm und Charles Perrault
- 2011: Cinderella Story – Es war einmal ein Lied (A Cinderella Story: Once Upon a Song) – Regie: Damon Santostefano
- 2011: Smooch – Regie: Ron Oliver, Vorlage: Der Froschkönig[91]
- 2012: Snow White and the Huntsman – Regie: Rupert Sanders, Vorlage: Brüder Grimm
- 2012: Spieglein Spieglein – Die wirklich wahre Geschichte von Schneewittchen (Mirror Mirror) – Regie: Tarsem Singh, Vorlage: Brüder Grimm
- 2012: Grimm’s Snow White – Regie: Rachel Goldenberg, Vorlage: Brüder Grimm
- 2012: Rags – Regie: Bille Woodruff, Vorlage: Aschenputtel
- 2013: The Snow Queen – Regie: Rene Perez, Vorlage: Hans Christian Andersen
- 2013: Jack and the Giants (Jack the Giant Slayer) – Regie: Bryan Singer
- 2013: Jack the Giant Killer – Regie: Mark Atkins[92]
- 2013: Tom und Jerry – Ein gigantisches Abenteuer (Tom and Jerry's Giant Adventure)  – Vorlage: Hans und die Bohnenranke
- 2013: Hänsel und Gretel – Black Forest (Hansel & Gretel Get Baked) – Duane Journey, Vorlage: Brüder Grimm[93]
- 2013: Hänsel und Gretel – Ein Märchen wird zur blutigen Wahrheit (Hansel & Gretel) – Regie: Anthony C. Ferrante, Vorlage: Brüder Grimm[94]
- 2013: Hänsel und Gretel: Hexenjäger (Hansel & Gretel: Witch Hunters) – Regie: Tommy Wirkola, Vorlage: Brüder Grimm
- 2013: Die fantastische Welt von Oz (Oz the Great and Powerful) – Regie: Sam Raimi
- 2014: Maleficent – Die dunkle Fee (Maleficent) – Regie: Robert Stromberg
- 2014: Sindbads fünfte Reise (Sinbad: The Fifth Voyage) – Regie: Shahin Sean Solimon, Vorlage: Tausendundeine Nacht[95]
- 2014: Sleeping Beauty – Regie: Rene Perez, Vorlage: Brüder Grimm
- 2014: The Legend of Sleeping Beauty – Dornröschen (Sleeping Beauty) – Regie: Casper Van Dien, Vorlage: Brüder Grimm[96]
- 2014: Into the Woods – Regie: Rob Marshall, Vorlage: Rotkäppchen, Rapunzel, Aschenputtel u. a. von den Brüder Grimm
- 2014: Winter’s Tale – Regie: Akiva Goldsman[97]
- 2014: Peter Pan Live! – Regie: Rob Ashford, Glenn Weiss, Vorlage: J.M. Barrie[98]
- 2015: Rotkäppchen (Little Red Riding Hood) – Regie: Rene Perez, Vorlage: Brüder Grimm
- 2015: Cinderella – Regie: Kenneth Branagh, Vorlage: Cendrillon von Charles Perrault
- 2015: Descendants – Die Nachkommen (Descendants) – Regie: Kenny Ortega[99]
- 2015: Pan – Regie: Joe Wright, Vorlage: J.M. Barrie[100]
- 2016: The Huntsman & The Ice Queen (The Huntsman: Winter’s War) – Regie: Cedric Nicolas-Troyan
- 2016: Cinderella Story – Wenn der Schuh passt … (A Cinderella Story: If the Shoe Fits) – Regie: Michelle Johnston
- 2016: Sinbad and the War of the Furies (Sinbad and the Clash of the Furies) – Regie: Scott Wheeler, Vorlage: Tausendundeine Nacht[101]
- 2016: Väterchen Frost – Der Kampf der Zauberer (Ded Moroz. Bitva Magov) – Regie: Aleksandr Voytinskiy[102]
- 2016: Alice im Wunderland: Hinter den Spiegeln (Alice Through the Looking Glass) – Regie: James Bobin
- 2017: Die Schöne und das Biest (Beauty and the Beast) – Regie: Bill Condon, Vorlage: Französisches Volksmärchen
- 2017: Descendants 2 – Regie: Kenny Ortega
- 2018: Unter dem Meer: Eine Descendants Story (Under the Sea: A Descendants Story) – Regie: Hasraf Dulull, Vorlage: Kurzgeschichte zu Descendants 2[103][104]
- 2018: Der Nussknacker und die vier Reiche (The Nutcracker and the Four Realms) – Regie: Lasse Hallström, Joe Johnston
- 2018: Die kleine Meerjungfrau (The Little Mermaid) – Regie: Blake Harris, Chris Bouchard[105]
- 2019: Aladdin – Regie: Guy Ritchie
- 2019: Maleficent: Mächte der Finsternis (Maleficent: Mistress of Evil) – Regie: Joachim Rønning
- 2019: The Adventures of Aladdin (Adventures of Aladdin) – Regie: Glenn Campbell
- 2019: Darling, Darling, Wendy – Regie: Elise Robertson, Vorlage: J.M. Barrie[106]
- 2020: Gretel & Hänsel (Gretel & Hansel) – Regie: Oz Perkins, Vorlage: Brüder Grimm
- 2020: Die Magie der Träume – Regie: Die Magie der Träume, Vorlage: Vorgeschichte zu Peter Pan und Alice im Wunderland[107]
- 2021: Cinderella – Regie: Kay Cannon
- 2022: The Princess – Regie: Le-Van Kiet[108][109]
- 2022: The School for Good and Evil – Regie: Paul Feig[110]
- 2022: Verwünscht nochmal – Regie: Adam Shankman[111]
- 2022: Die Märchenprinzessin (A Fairy Tale After All) – Regie: Erik Peter Carlson[112]
- 2022: Three Thousand Years of Longing – Regie: George Miller[113]
- 2022: Sneakerella – Regie: Elizabeth Allen Rosenbaum
- 2022: Pinocchio – Regie: Robert Zemeckis
- 2023: Peter Pan & Wendy – Regie: David Lowery
- 2023: Arielle, die Meerjungfrau (The Little Mermaid) – Regie: Rob Marshall
- 2024: Damsel – Regie: Juan Carlos Fresnadillo[114][115]
- 2025: Schneewittchen – Regie: Marc Webb